# Сілі (станція)
Сілі (кит. 西里站, пін. Xīlǐ Zhàn) — залізнична станція в КНР, розміщена на Цзінін-Ерляньській залізниці між станціями Сай-Ус і Ерлянь та на Шилін-Хото-Ерляньській залізниці між станціями Ілалеянь та Ерлянь.
Розташована в міському повіті Ерен-Хото (аймак Шилін-Гол, автономний район Внутрішня Монголія). Відкрита в 1954 році.